# Fraterie
Die Fraterie (auch Fraternei) war im Mittelalter der Arbeitsraum der Fratres (lat., Ez.: Frater). So wurden die „(Laien-)Brüder“ oder Konversen einer Abtei genannt, die nicht Priester waren und sich handwerklicher oder hauswirtschaftlicher Arbeit widmeten. Es handelte sich um eine Raumgruppe in  mittelalterlichen Klöstern.

## Beispiel Zisterzienserstift Heiligenkreuz
Im Zisterzienserstift Heiligenkreuz im Wienerwald (Niederösterreich) ist die Fraterie der nach der Abteikirche zweitgrößte Raum des Klosters. In Verlängerung und in Breite des Kapitelsaals umfasst dessen Fraterie immerhin 3 × 6 = achtzehn quadratische Joche, die von breiten rechteckigen Gurten mit angespitzten Bögen in Längs- und Querrichtung unterteilt werden. Innerhalb dieses Raumes tragen zehn Stützen die Lasten der Kreuzgratgewölbe. Dieser große Raum wird über drei Türen erschlossen, eine vom Kreuzgang aus und zwei von anderen Bereichen und von außen.
Eine Fraterie konnte damals in verschiedene Werkstätten bzw. Räume aufgeteilt sein, so zum Beispiel für die Schusterei, Schneiderei, Tischlerei, und andere. Hier befand sich auch das davon abgeteilte Skriptorium, das heißt die Schreibstube. In diesem wichtigen Raum schrieben die Mönche Bücher von Hand oder kopierten sie. Er war oft der einzige beheizte Raum des Klosters. Über eine Stiege kam man zum Kalefaktorium, dem Heizraum.

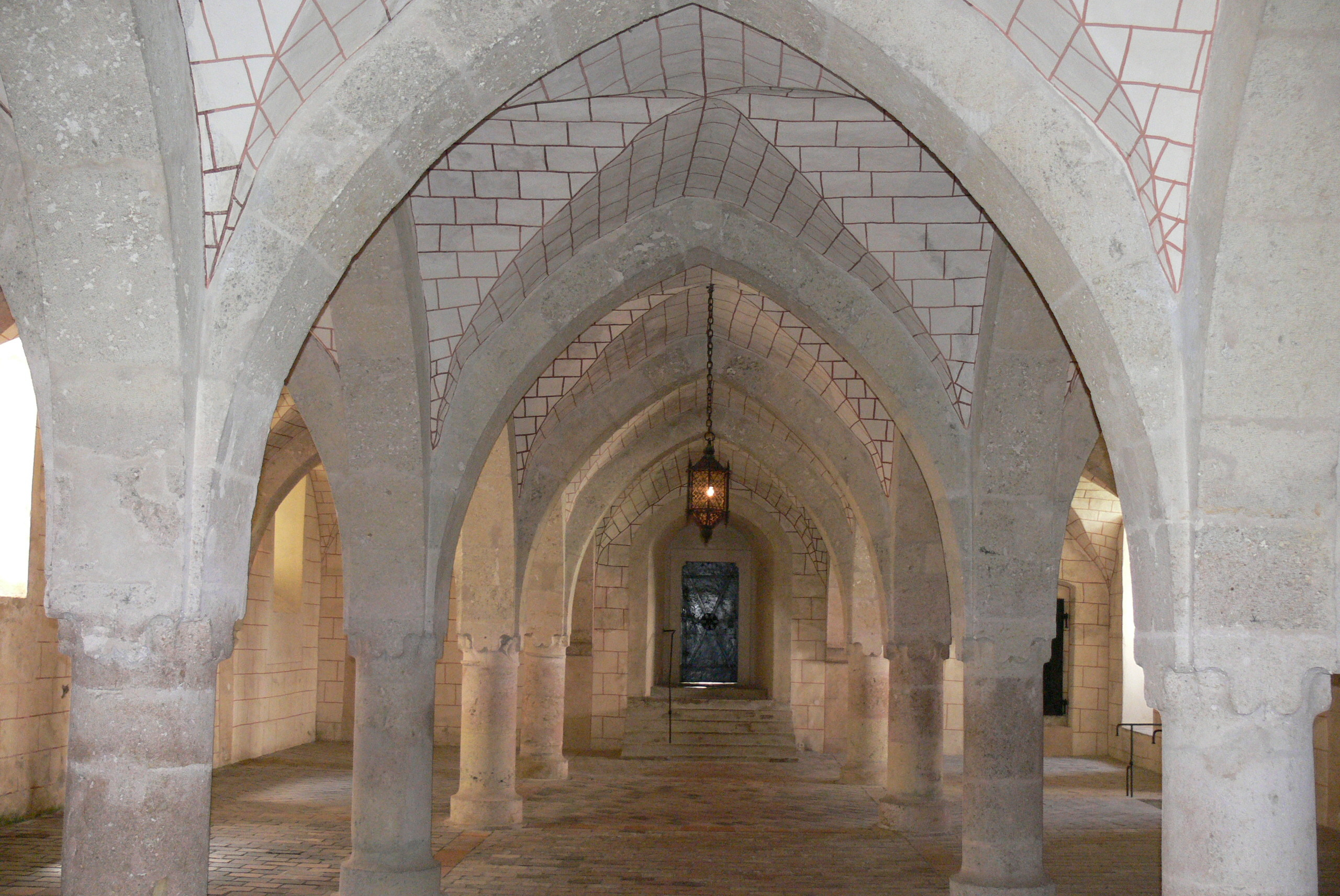
Innenaufnahme der Fraterie im Stift Heiligenkreuz
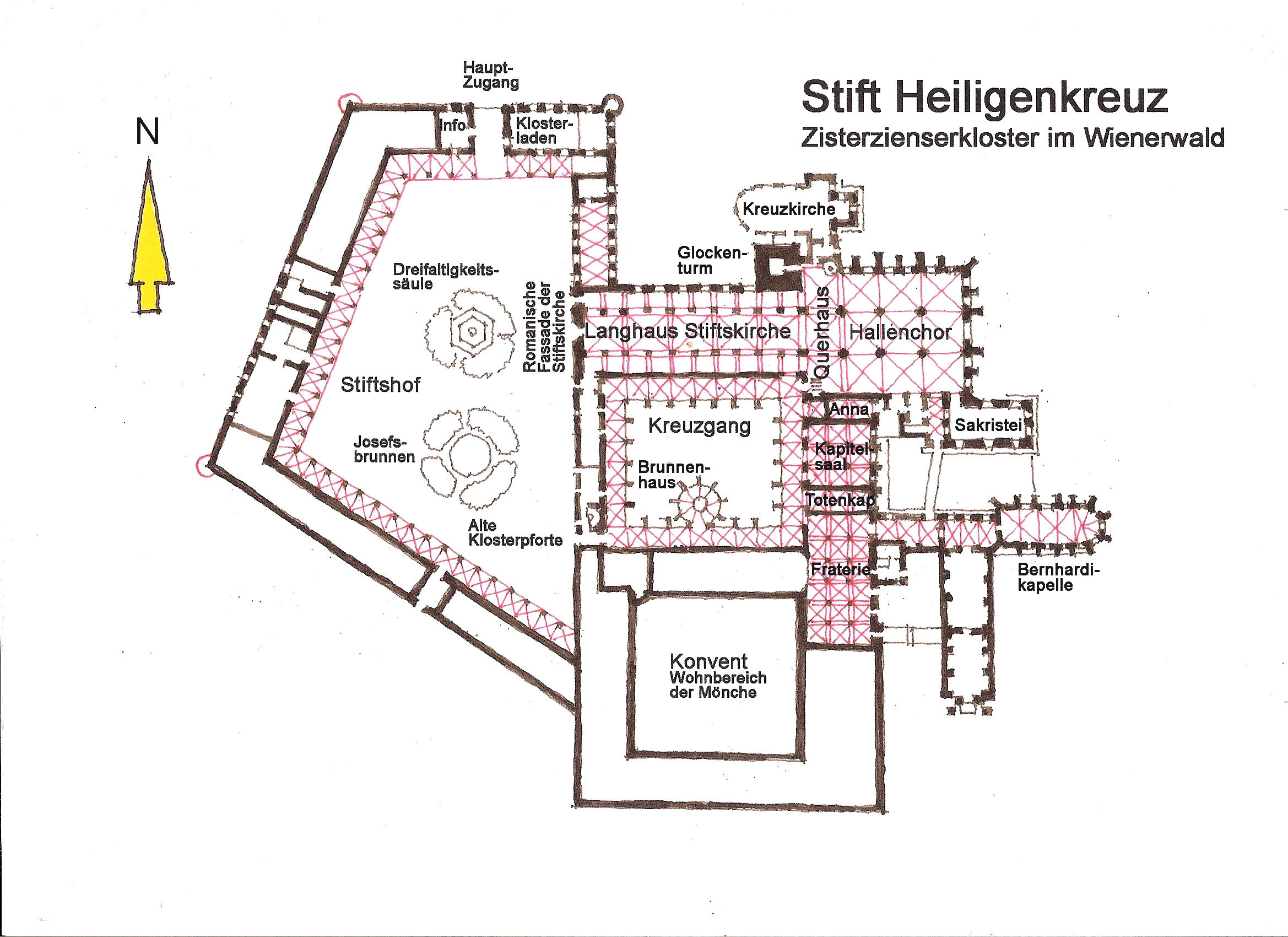
Stift Heiligenkreuz, Grundriss (Handskizze)

## Beispiel anderer Fraterien
Je nach Klostergröße konnte sich die Fraterie auch um einen ganzen separaten Hof erstrecken (siehe Grundriss Stift Altenburg).
Heute sind die Räume einer Fraterie durchaus auch profan genutzt, z. B. als Weinkeller bzw. Vinothek. So wurde im Kloster Eberbach die um 1240 erbaute Fraternei, der in der Frühzeit der Abtei vermutlich als Skriptorium gedient hatte, um 1500 zu einem solchen umfunktioniert und dient bis heute als Lager (Cabinet) für besonders wertvolle Weine. Die Prädikatsbezeichnung Kabinett des Deutschen Weingesetzes geht auf diesen Raum zurück.

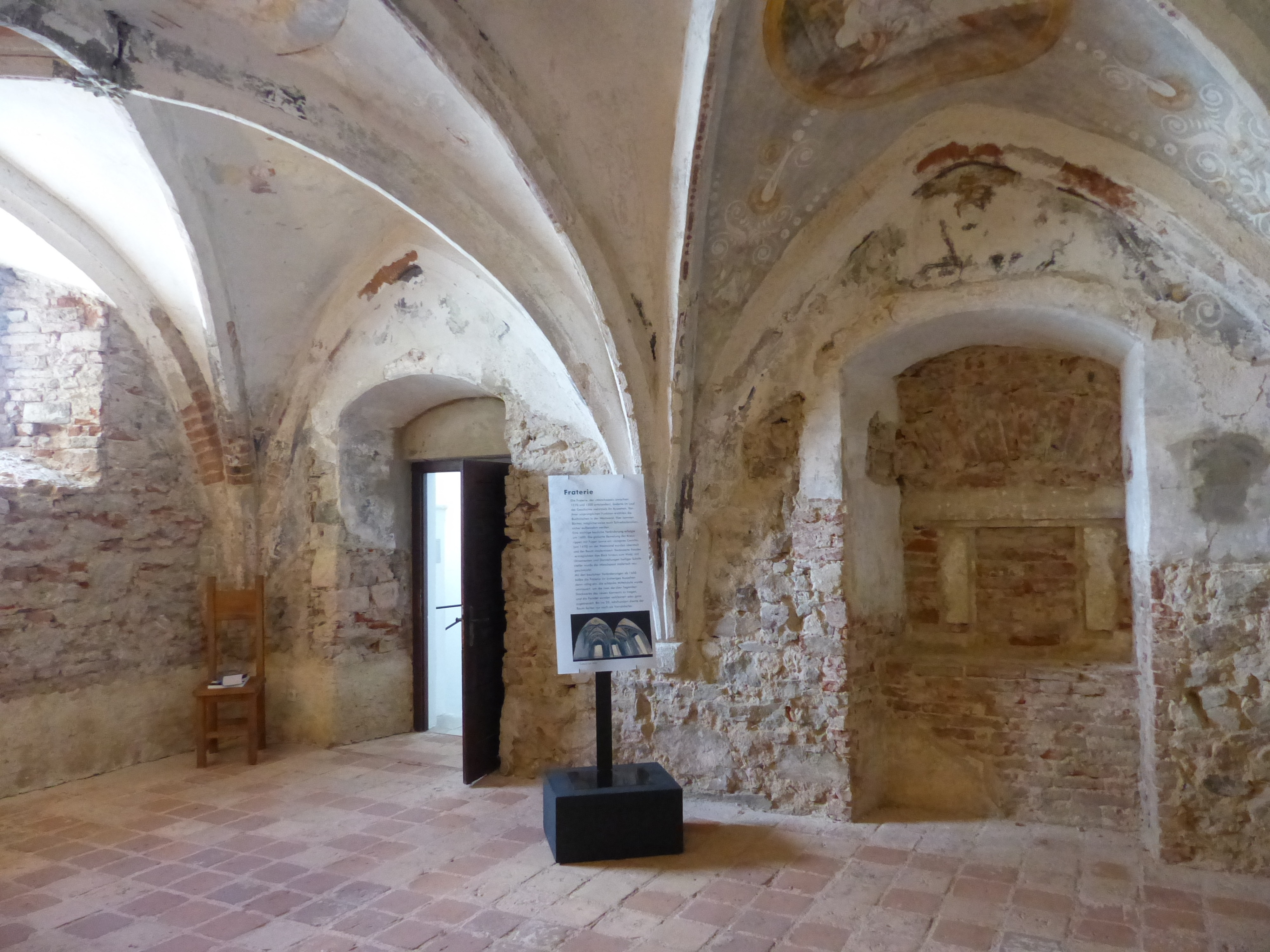
Fraterie im Stift Altenburg (Niederösterreich), 13. Jahrhundert
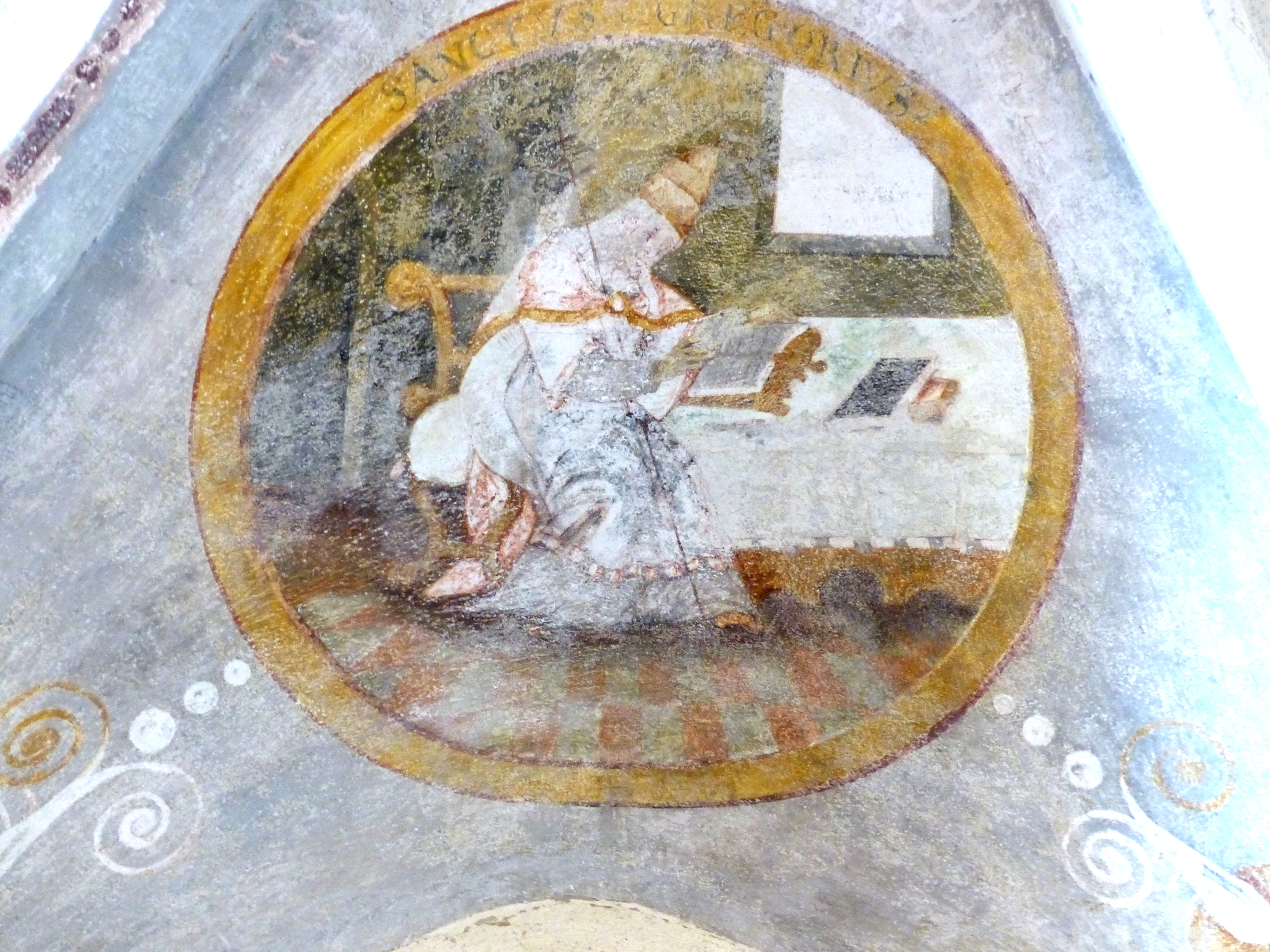
Deckenmalerei der Fraterie im Stift Altenburg (Niederösterreich), 15. Jahrhundert mit der Abbildung Papst Gregor des Großen
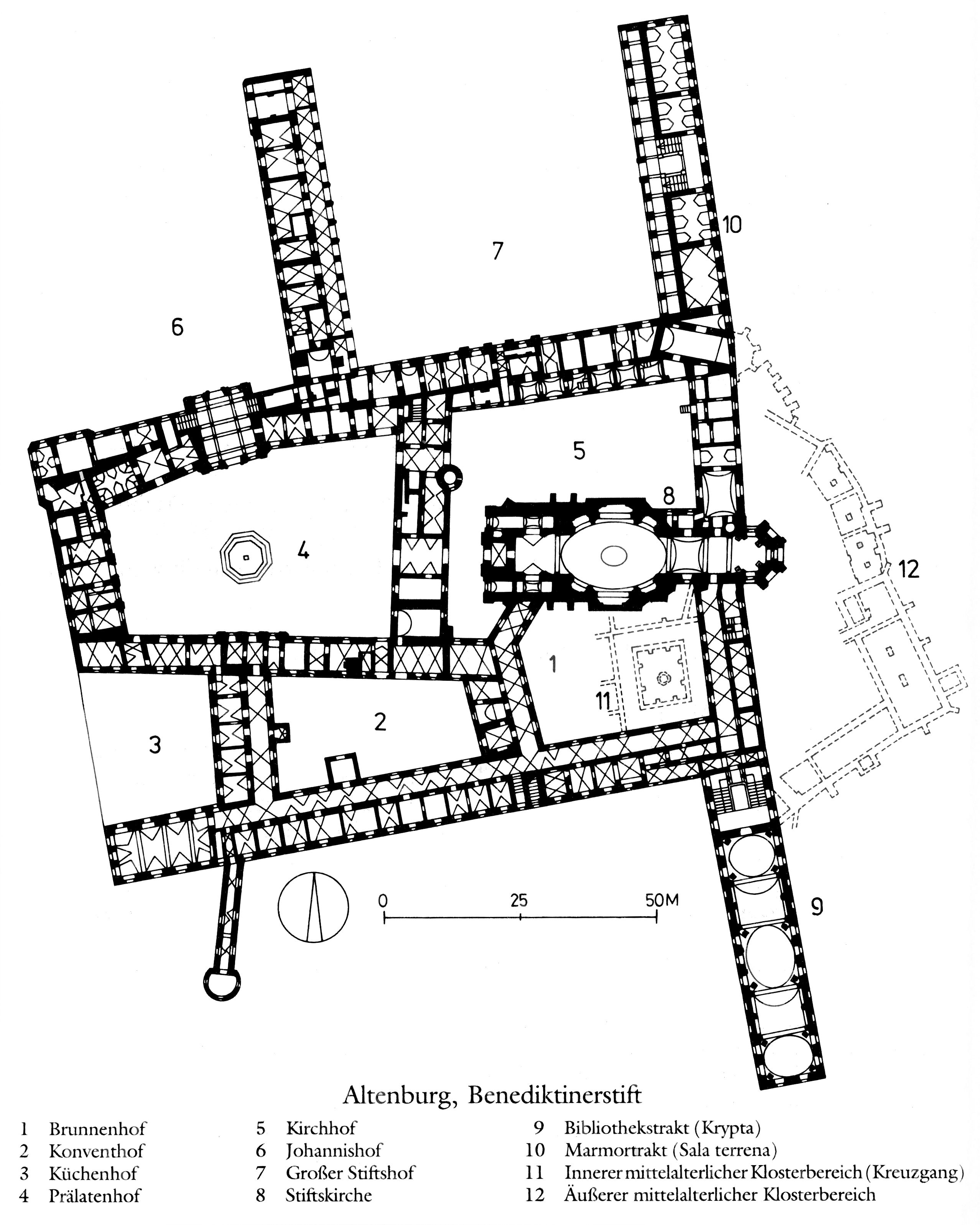
Grundriss des Stifts Altenburg
Fraterie im Kloster Eberbach, heute Weinkeller
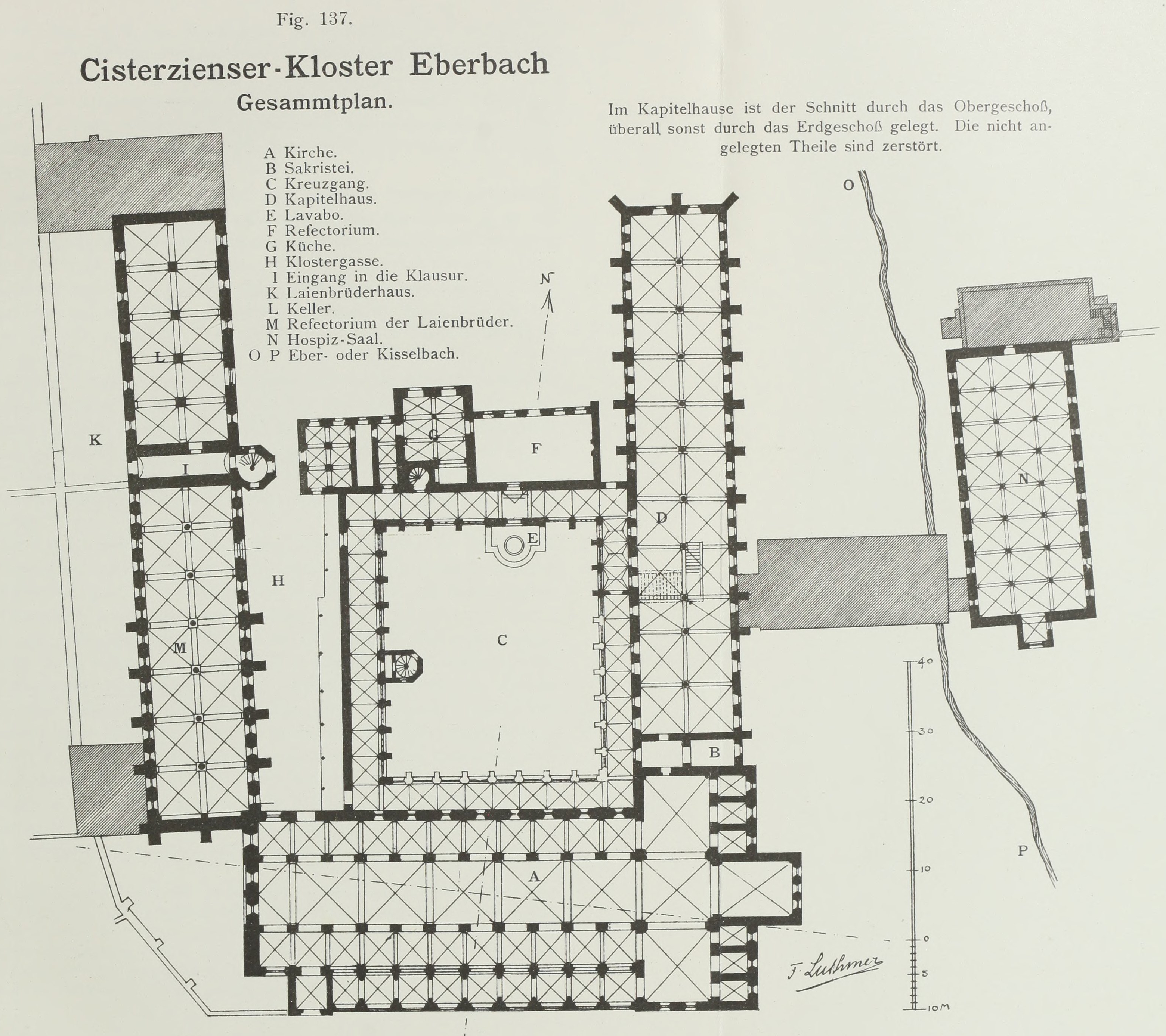
Grundriss Kloster Eberbach, links mit K das Laienbrüderhaus bezeichnet